# Тельцова
Тельцова — деревня в Абатском районе Тюменской области России. Входит в состав Ощепковского сельского поселения.

## История
В «Списке населенных мест Российской империи» 1871 года издания (по сведениям 1868—1869 годов) населённый пункт упомянут как казённая деревня Тельцова Ишимского округа Тобольской губернии, при реке Ишим, расположенная в 84 верстах от окружного центра города Ишим. В деревне насчитывалось 43 двора и проживало 274 человека (153 мужчины и 121 женщина).
В 1926 году в деревне имелось 85 хозяйств и проживало 434 человека (196 мужчин и 238 женщин). В административном отношении Тельцова являлась центром Тельцовского сельсовета Абатского района Ишимского округа Уральской области.

## География
Деревня находится в юго-восточной части Тюменской области, в лесостепной зоне, в пределах Ишимской равнины, на левом берегу реки Ишим, на расстоянии примерно 15 километров (по прямой) к северо-востоку от села Абатское, административного центра района. Абсолютная высота — 69 метров над уровнем моря.

### Часовой пояс
Тельцова, как и вся Тюменская область, находится в часовой зоне МСК+2. Смещение применяемого времени относительно UTC составляет +5:00.

## Население
| 1989 | 2002 | 2010 |
| ---- | ---- | ---- |
| 206  | ↘187 | ↘145 |

Гендерный состав
По данным Всероссийской переписи населения 2010 года в гендерной структуре населения мужчины составляли 50,3 %, женщины — соответственно 49,7 %.
Национальный состав
Согласно результатам переписи 2002 года, в национальной структуре населения русские составляли 89 % из 187 чел.

## Инфраструктура
В деревне функционируют сельский клуб и фельдшерско-акушерский пункт.

## Улицы
Уличная сеть деревни состоит из двух улиц, одного переулка и одного проезда.